# Grand Prix du Morbihan 2023
Il Grand Prix du Morbihan 2023, quarantaseiesima edizione della corsa, valido come ventesimo evento dell'UCI ProSeries 2023 categoria 1.Pro e come nona prova della Coppa di Francia 2023, si svolse il 6 maggio 2023 su un percorso di 188,6 km, con partenza da Josselin e arrivo a Plumelec, in Francia. La vittoria fu appannaggio del belga Arnaud De Lie, il quale completò il percorso in 4h21'59", alla media di 43,194 km/h, precedendo il francese Romain Grégoire e il norvegese Rasmus Tiller.
Sul traguardo di Plumelec 118 ciclisti, dei 136 partiti da Josselin, portarono a termine la competizione.

## Squadre e corridori partecipanti
| N.    | Cod. | Squadra                  |
| ----- | ---- | ------------------------ |
| 1-7   | TEN  | TotalEnergies            |
| 11-17 | GFC  | Groupama-FDJ             |
| 21-27 | ARK  | Team Arkéa-Samsic        |
| 31-37 | COF  | Cofidis                  |
| 41-47 | ACT  | AG2R Citroën Team        |
| 51-57 | DSM  | Team DSM                 |
| 61-66 | ICW  | Intermarché-Circus-Wanty |
| 71-77 | UXT  | Uno-X Pro Cycling Team   |
| 81-87 | BBH  | Burgos-BH                |
| 91-97 | CJR  | Caja Rural-Seguros RGA   |

| N.      | Cod. | Squadra                     |
| ------- | ---- | --------------------------- |
| 101-107 | EUS  | Euskaltel-Euskadi           |
| 111-117 | EKP  | Equipo Kern Pharma          |
| 121-127 | LTD  | Lotto Dstny                 |
| 131-137 | BWB  | Bingoal WB                  |
| 141-147 | TFB  | Team Flanders-Baloise       |
| 151-157 | BEB  | Bolton Equities Black Spoke |
| 161-167 | Q36  | Q36.5 Pro Cycling Team      |
| 171-177 | AUB  | St Michel-Mavic-Auber93     |
| 181-187 | UCN  | CIC U Nantes Atlantique     |
| 191-197 | NMC  | Nice Métropole Côte d'Azur  |

## Ordine d'arrivo (Top 10)
| Pos. | Corridore         | Squadra       | Tempo    |
| ---- | ----------------- | ------------- | -------- |
| 1    | Arnaud De Lie     | Lotto         | 4h21'59" |
| 2    | Romain Grégoire   | Groupama      | s.t.     |
| 3    | Rasmus Tiller     | Uno-X         | s.t.     |
| 4    | Orluis Aular      | Caja Rural    | s.t.     |
| 5    | Clément Venturini | AG2R          | s.t.     |
| 6    | M. Burgaudeau     | TotalEnergies | s.t.     |
| 7    | Alessandro Fedeli | Q36.5         | s.t.     |
| 8    | Eddy Finé         | Cofidis       | s.t.     |
| 9    | Axel Zingle       | Cofidis       | s.t.     |
| 10   | Romain Cardis     | St Michel     | s.t.     |